# Ваханський коридор
Ваха́нський коридо́р (перс.: واخان‎ ) — вузький (у деяких місцях менш ніж 16 км) коридор у Вахані провінції Бадахшан Афганістану. Розташований у гірському регіоні Памір. Межує з Таджикистаном на півночі, з Пакистаном на півдні і Китаєм на сході. Був створений наприкінці 19-го сторіччя у кордонів Британської імперії, щоб служити буфером проти потенційних Російських амбіцій в Індії, під час Великої гри.
Річка Памір, витікає з озера Зоркуль, утворює північну межу коридору. Річка Вахан проходить через коридор східніше Кала-і-Пяндж, зливається з річкою Памір і утворює річку Пяндж.
З півдня коридор обмежений високими горами Гіндукуш, через які є перевали Броггол, Іршад і мало вживаний Дислісангський перевал до Пакистану.
У східному кінці коридору, на Вахджирському перевалі висотою 4923 м, є найгостріша офіційна зміна часу будь-якої міжнародної межі (+4:30 UTC в Афганістані до +8 UTC в Китаї). Кордон з Китаєм тут найвищий у світі.
Історично Вахан був важливим регіоном тисячі років, оскільки це межа західної і східної частини Центральної Азії.
Станом на 2010 рік на території Ваханського коридору мешкало близько 12 тисяч осіб.